# Булевард
Вижте пояснителната страница за други значения на Булевард.
Булевардът е голяма улица, снабдена с широки пешеходни алеи и ивица зелени насаждения (обикновено по средата). Булевардите често се изграждат покрай речен или морски бряг и са предназначени за разходки.
Названието произлиза от холандската дума bolwerk, което означава „укрепление“, а оттам е навлязло във френския език, където е преминало в boulevard. 
Първите булеварди се появяват в Париж на мястото на старите крепостни стени, опасвали някога града. В разрасналия се град те станали ненужни, но да ги премахнат напълно щяло да се окаже твърде скъпо, а същевременно от тях се разкривала впечатляваща гледка към Париж, затова върху техните останки изградили широки улици и по цялото им протежение засадили дървета.

## Известни булеварди

### Азия

#### Азербайджан
- булевард „Баку“

#### Индия
- Индира Ганди Сарани
- Махатма Ганди Роуд
- булевард „Ана Салай“
- булевард „Кришнараджа“
- Раджпат

#### Индонезия
- Джалан Дженерал „Гатот Суброто“
- Джалан Дженерал „Судирман“
- Джалан „М. Х. Тамрин“
- Джалан „Х. Р. Расуна Саид“
- Джалан „Проф. Д-р Сатрио“

#### Камбоджа
- булевард „Монивонг“
- булевард „Нородом“
- булевард „Сианук“

#### Филипини
- булевард „Аврора“
- булевард „Испания“
- булевард „Роксас“
- булевард „Шоу“

### Австралия
- Сейнт Килда Роуд
- Роял Парейд
- Виктория Парейд
- Флемингтън Роуд
- Маунт Алекзандър Роуд

### Европа

#### Австрия
- Рингщрасе, Виена

#### Германия
- Курфюрстендам
- Леополдщрасе
- Максимилианщрасе
- Унтер ден Линден

#### Дания
- булевард „Х. К. Андерсен“, Копенхаген
- Страндбулеварден, Копенхаген

#### Испания
- Авингуда Диагонал, Барселона

#### Франция
- булевард „Бомарше“
- булевард „Монмартър“

### Северна Америка

#### Канада
- Лейк Шор Булевард, Торонто
- Булевард Pie-IX, Монреал

#### Мексико
- Пасео де ла Реформа, Мексико Сити

#### САЩ
- Бродуей, Ню Йорк
- Оушън Паркуей, Ню Йорк
- Сънсет булевард, Лос Анджелис
- Санта Моника, Лос Анджелис
- Холивуд булевард, Лос Анджелис

### Южна Америка

#### Уругвай
- Булевард Артигас, Монтевидео

## В България
Известни булеварди в България са:

#### Варна[3]
- „Владислав Варненчик“
- „Сливница“
- „Цар Освободител“

#### В Пловдив[4]
- „България“
- „Васил Априлов“
- „Дунав“

#### В София[5][6]
- „Ботевградско шосе“
- „България“
- „Ломско шосе“
- „Сливница“
- „Цар Борис III“
- „Царица Йоанна“
- „Цар Освободител“
- „Цариградско шосе“